# Miss Fisher's Murder Mysteries
Miss Fisher's Murder Mysteries är en australiensisk TV-serie som spelats in i tre säsonger åren 2011-2015. Den första säsongen spelades in år 2011-2012 och visades i Sverige på TV9 våren 2013. Huvudkaraktären är den förmögna damen Phryne Fisher, spelad av Essie Davis, och serien utspelas i 1920-talets Melbourne, Australien. Miss Fisher anses av vissa påminna om en yngre version av Miss Marple skapad av Agatha Christie. TV-serien är baserad på en bokserie skriven av den australiska författaren Kerry Greenwood och den första boken (Cocaine blues) kom ut år 1989. Serien börjar år 1928 då Phryne Fisher (Phryne uttalas Frai-e-ni) återvänder hem till Melbourne från Europa där hon tidigare bott. Privatdetektiven miss Fisher återvände för en andra säsong 2013 (13 avsnitt) och en tredje säsong 2015 (8 avsnitt). Serien är baserad på olika böcker och noveller om Phryne Fisher.

## Miss Fishers bakgrund
Phryne Fisher är en societetsdam i 1920-talets Melbourne som nyligen kommit hem igen år 1928. Hon har tidigare bland annat tjänstgjort som sjukvårdare i Första världskriget, varit krokimodell i Paris, rest jorden runt etc. Hon är uppvuxen som barn i Australien under fattiga förhållanden då hennes aristokratiska mor var gift med hennes far som var kommen från fattiga förhållanden. Efter att kriget tagit slut 1918 och alla männen på hennes mors sida av släkten dött under Första världskriget fick Phryne ärva en adelstitel, "Hon" (honourable). Med titeln följde även en stor förmögenhet och hon har således levt ett bekymmerslöst liv i ca.10 år innan serien börjar. Hon har dock aldrig glömt sin fattiga bakgrund och sin syster som försvann när de var barn.

## Miss Fishers karaktär
Miss Fisher är en societetsdam som älskar snabba bilar, flygplan och män. Hon är vacker, social, lättsam, glamorös och charmig samt har otaliga tillfälliga förbindelser med diverse män (som ibland är mer eller mindre insyltade i hennes mordutredningar). Hon är ständigt välklädd i de finaste kläder och har en guldpistol med riktiga pistolkulor i. Hon hamnar ständigt i konflikt med polischefen Jack Robinson som mer eller mindre motvilligt låter henne hjälpa till. Hon är väldigt social och har lätt för att umgås med olika sorters människor från olika samhällsklasser och etnicitet. Hon minns ständigt sin fattiga barndom och sin försvunna syster, detta återkommer ofta i återblickar. Hon köper under seriens gång ett stort exklusivt hus i Melbourne, ett flygplan (som tidigare ägts av en gammal Vän) samt en bil (en Hispano-Suiza). Även om hon inte är den moderliga typen adopterar hon Jane som också är från en fattig bakgrund.

## Återkommande karaktärer
- Phryne Fisher (Essie Davis) - En självständig och glamorös kvinnlig detektiv som är besatt av att lösa brott.
- Kommissarie John "Jack" Robinson (Nathan Page) - Polischef som mer eller mindre motvilligt samarbetar med Miss Fisher.
- Dorothy "Dot" Williams (Ashleigh Cummings) - Miss Fishers hushållerska, medhjälpare och vän. Dot är en hängiven katolik, hon är även förtjust i Hugh som är protestant.
- Konstapel Hugh Collins (Hugo Johnstone-Burt) - Är kommissarie Robinsons högra hand, han inleder under serien ett förhållande med Dot.
- Mr Butler (Richard Bligh) - Miss Fishers lojala butler, en utmärkt betjänt som även ger goda råd ibland.
- Bert och Cec (Travis McMahon och Anthony Sharpe) - Två arbetare och hängivna kommunister som hjälper Miss Fisher med hennes utredningar av och till.
- Dr Elizabeth "Mac" Macmillan (Tammy MacIntosh) - Miss Fishers nära vän som är läkare på ett kvinnosjukhus i Melbourne.
- Jane (Ruby Rees-Wemyss) - Miss Fishers fosterbarn och har även samma namn som Phrynes försvunna syster.
- Moster Prudence (Miriam Margolyes) - Phrynes moster som är mån om sitt rykte som societetsdam.
- Murdoch Foyle (Nicholas Bell) - F.d. universitetslärare som blev fängslad för försvinnandet av Miss Fishers syster Jane.